# Álex Pineda Chacón
Álex Mauricio Pineda Chacón (Santa Cruz de Yojoa, Cortés, Honduras, 19 de diciembre de 1969) es un exfutbolista hondureño que jugaba de mediocampista ofensivo.

## Futbolista
Desarrolló su carrera en equipos como Olimpia de Honduras, Correcaminos de la UAT de México y Sporting Cristal del Perú. En Estados Unidos formó parte de diversos clubes: Miami Fusion, New England Revolution, Columbus Crew, LA Galaxy y Atlanta Silverbacks. Fue el Jugador Más Valioso de la Major League Soccer durante la Temporada 2001.

### Selección nacional
Fue internacional con la Selección de fútbol de Honduras en 45 ocasiones y anotó 5 goles.

### Goles internacionales
| N. | Fecha                   | Lugar                                                      | Rival       | Gol | Resultado | Competición                |
| -- | ----------------------- | ---------------------------------------------------------- | ----------- | --- | --------- | -------------------------- |
| 1  | 18 de abril de 1993     | Estadio Swangard, Burnaby, Canadá                          | Canadá      | 1–0 | 1–3       | Elim. Copa Mundial de 1994 |
| 2  | 10 de julio de 1993     | Estadio Cotton Bowl, Dallas, Estados Unidos                | Panamá      | 3–1 | 5–1       | Copa de Oro 1993           |
| 3  | 17 de noviembre de 1998 | Los Angeles Memorial Coliseum, Los Ángeles, Estados Unidos | Guatemala   | 3–3 | 3–3       | Amistoso                   |
| 4  | 18 de noviembre de 1998 | Los Angeles Memorial Coliseum, Los Ángeles, Estados Unidos | El Salvador | 2–1 | 2–1       | Amistoso                   |
| 5  | 4 de marzo de 2000      | Estadio Francisco Morazán, San Pedro Sula, Honduras        | Nicaragua   | 1–0 | 3–0       | Elim. Copa Mundial de 2002 |

## Entrenador
En 2007 se unió al Atlanta Silverbacks como asistente técnico. En años posteriores dirigió a un equipo juvenil perteneciente a los Atlanta Silverbacks llamado Forsyth Fusion. En 2012 dirigió como técnico principal al Atlanta Silverbacks de la North American Soccer League.

## Clubes

### Como jugador
| Club                   | País           | Año       |
| ---------------------- | -------------- | --------- |
| Olimpia                | Honduras       | 1988-1993 |
| Correcaminos UAT       | México         | 1993-1994 |
| Sporting Cristal       | Perú           | 1994-1995 |
| Olimpia                | Honduras       | 1996-1998 |
| Correcaminos UAT       | México         | 1998-1999 |
| Olimpia                | Honduras       | 1999-2000 |
| Miami Fusion           | Estados Unidos | 2001      |
| New England Revolution | Estados Unidos | 2002      |
| Los Ángeles Galaxy     | Estados Unidos | 2003      |
| Columbus Crew          | Estados Unidos | 2003      |
| Atlanta Silverbacks    | Estados Unidos | 2003-2004 |

### Como entrenador
| Club                | País           | Año       |
| ------------------- | -------------- | --------- |
| Atlanta Silverbacks | Estados Unidos | 2011-2012 |

## Palmarés

### Como jugador

#### Campeonatos nacionales
| Título                    | Club             | País     | Año  |
| ------------------------- | ---------------- | -------- | ---- |
| Liga Nacional de Honduras | Olimpia          | Honduras | 1989 |
| Liga Nacional de Honduras | Olimpia          | Honduras | 1992 |
| Torneo Descentralizado    | Sporting Cristal | Perú     | 1995 |
| Liga Nacional de Honduras | Olimpia          | Honduras | 1995 |
| Liga Nacional de Honduras | Olimpia          | Honduras | 1996 |
| Liga Nacional de Honduras | Olimpia          | Honduras | 1998 |
| Liga Nacional de Honduras | Olimpia          | Honduras | 2000 |

#### Copas internacionales
| Título                           | Club    | País     | Año  |
| -------------------------------- | ------- | -------- | ---- |
| Copa de Campeones de la CONCACAF | Olimpia | Honduras | 1988 |

#### Distinciones individuales
| Distinción                                 | Año  |
| ------------------------------------------ | ---- |
| Máximo Goleador de Honduras (19)           | 1992 |
| Bota de Oro de la Major League Soccer (19) | 2001 |
| Jugador Más Valioso de la MLS              | 2001 |